# Rudolf von Langen
Rudolf von Langen (* um 1438 in Everswinkel; † 25. Dezember 1519 in Münster) war ein Domkanoniker in Münster und Frühhumanist. 
Sein Name wird manchmal Rolef van Langhen oder Rodolphus Langius geschrieben.

## Leben
Langen war der Sohn des Dietrich von Langen zu Everswinkel aus dem westfälischen Adelsgeschlecht der von „Langen mit den Rauten“ und dessen Frau Sophia. Er besuchte die Erfurter Universität, erwarb dort den Magister Artium (1460) und begab sich danach an die Basler Universität. 1462 leistete er den Amtseid als Propst des Alten Doms in Münster, doch dürfte er bereits ab 1455 Domkanoniker in Münster gewesen sein. 1466 besuchte er Rom. Während der Belagerung von Neuss in den Jahren 1474 und 1475 begleitete er seinen Bischof Heinrich XXVII. von Schwarzburg. Wichtig war seine Reform der Domschule, nach einem ersten Anlauf um 1485 dann um 1500 mit Hilfe von Lehrern wie Johannes Murmellius umgesetzt wurde.
In einer Nische des Domkreuzgangs von Münster ist noch sein von den Täufern beschädigtes Epitaph zu sehen.

## Werk
Langen gilt als erster bedeutender Humanist in Westfalen:
„Für den Münsterer Humanismus war L(ang) die Gründerfigur und dessen angesehenster Name.“.
Langen verfasste eine Geschichte Jerusalems von den Anfängen bis zur Zerstörung 70 n. Chr., wobei er erstmals neben den biblischen Büchern und Flavius Josephus auch die römischen Autoren Tacitus und Sueton einbezog. Sie wurde vor 1483 gedruckt. Langens 1486 in Münster gedruckten Carmina sind die erste in Deutschland veröffentlichte humanistische Gedichtesammlung.